# بيت التراث الأفريقي
بيت التراث الأفريقي هو نصب تذكاري وطني في كينيا، مُصنَّف ومُعلَن بموجب قانون المتاحف والتراث الوطني لعام 2016. صممه آلان دونوفان. بُني للحفاظ على التصاميم المعمارية المنسية للقارة الأفريقية. يقع البيت مُطلاً على منتزه نيروبي الوطني، ويمكن للجمهور زيارته للقيام بجولة فيه، وتناول وجبات الغداء والعشاء، وحضور الفعاليات والمؤتمرات، والمبيت.
صٌمم بيت التراث من الطين الشاهق على نمط المسجد الكبير في جينيه في مالي، والقصور الطينية في المغرب، والهندسة المعمارية السواحيلية على ساحل شرق أفريقيا، وزنجبار ولامو، والمنازل التقليدية في غانا وبوركينا فاسو.
يحتوي المنزل على آلاف القطع من الأشياء، ومجموعات من الأعمال الفنية، والتحف، والأزياء الاحتفالية، والأسلحة، والمجوهرات، والمنسوجات، والأواني النحاسية، والفخار التقليدي.

## تاريخ التراث الأفريقي في كينيا
في عام 1970 وصل آلان دونوفان إلى كينيا وقضى معظم وقته مع شعب توركانا في شمال كينيا.مع مجموعات الفن والثقافة المادية لقبيلة توركانا البدوية، أقام أول معرض فني له في نيروبي. كان من بين الحاضرين في هذا المعرض جوزيف مورومبي وزوجته شيلا. كان السيد مورومبي أول وزير خارجية كيني وشغل أيضًا منصب النائب الثاني لرئيس كينيا. كان خبيرًا في الفن وواحدًا من أعظم جامعي الفن الأفريقي وروج للثقافة الأفريقية. هكذا، تم تشكيل التراث الأفريقي في عام 1972 من قبل آلان دونوفان وجوزيف مورومبي. هذا المعرض مَكن الفنانين الأفارقة من بيع أعمالهم وعرضها. وهذا من شأنه أن يساعد في الحفاظ على الفن والثقافة الأفريقية وتعزيزها وحمايتها. كما أنشأت مؤسسة التراث الأفريقي برنامجًا للتواصل الثقافي يُعرف باسم مهرجان التراث الأفريقي في كينيا، مع فرقة من العارضين والراقصين والموسيقيين والبهلوانات وغيرهم ممن سافروا حول العالم للترويج للسياحة في كينيا والثقافة الأفريقية، حيث عرضوا مجموعة من الأزياء والموضة الأفريقية الأصيلة المصنوعة يدويًا من المنسوجات الأفريقية المطبوعة يدويًا.

## تعرضه للهدم
في عام 2014 كان منزل التراث الأفريقي معرضًا لخطر الهدم، لتمهيد الطريق لخط سكة حديد قياسي مخطط له من قِبل الحكومة الكينية عبر شركة صينية. خط السكة الحديد من مومباسا إلى نيروبي. لحسن الحظ، تم إنقاذ المنزل من خلال حملة عريضة عبر الإنترنت لوقف الهدم وتصنيف المنزل كنصب تذكاري وطني في كينيا.

## معرض الصور

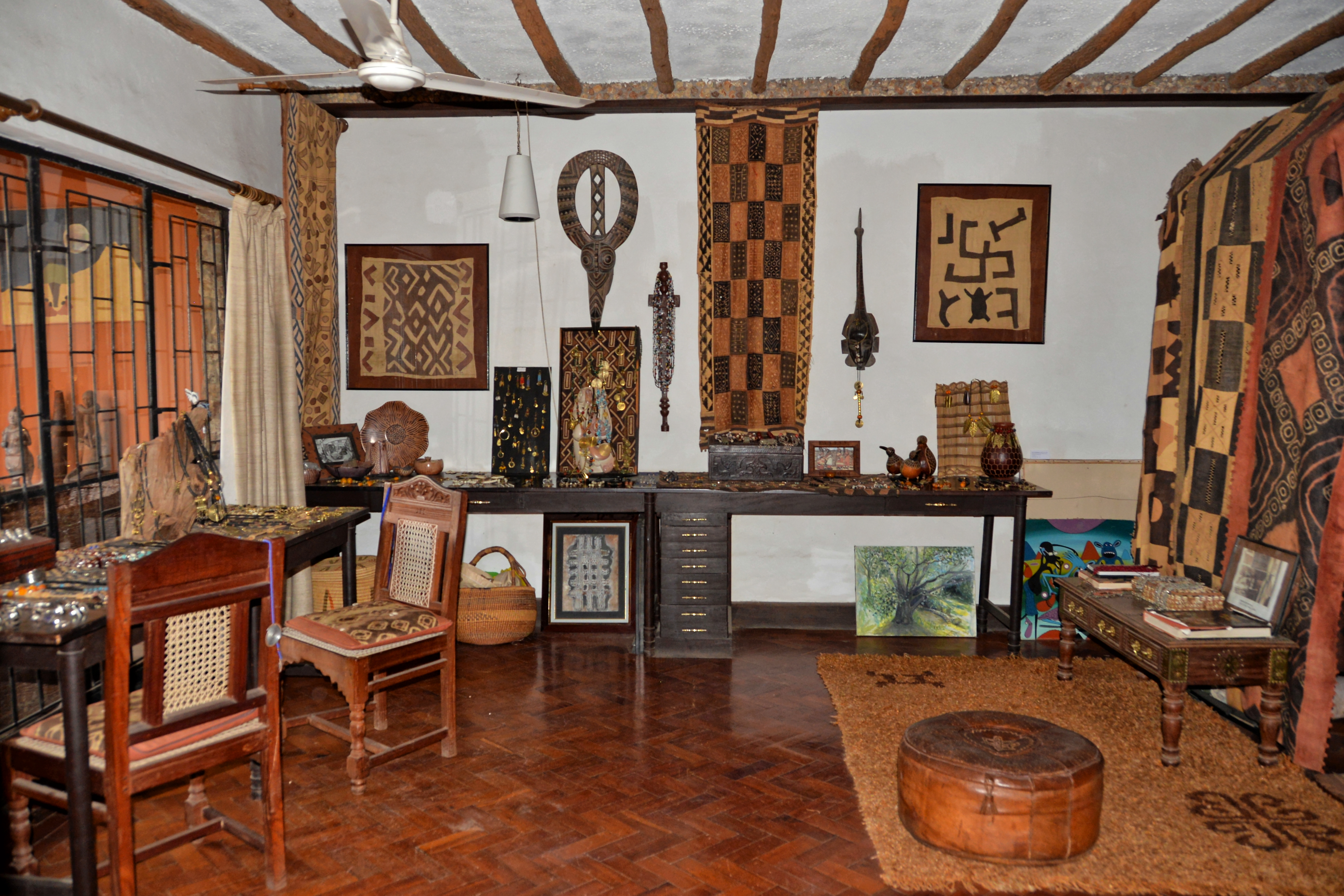
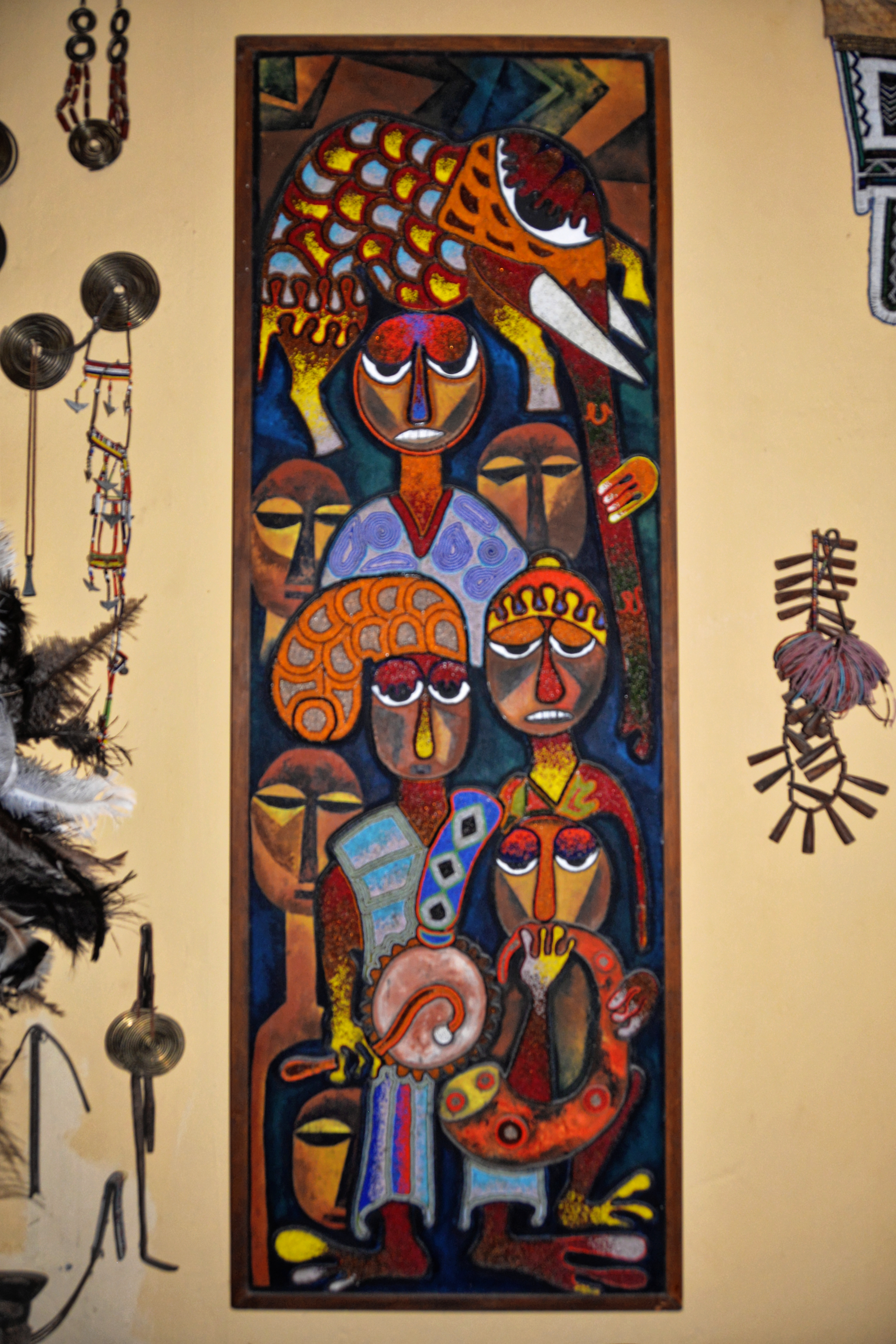
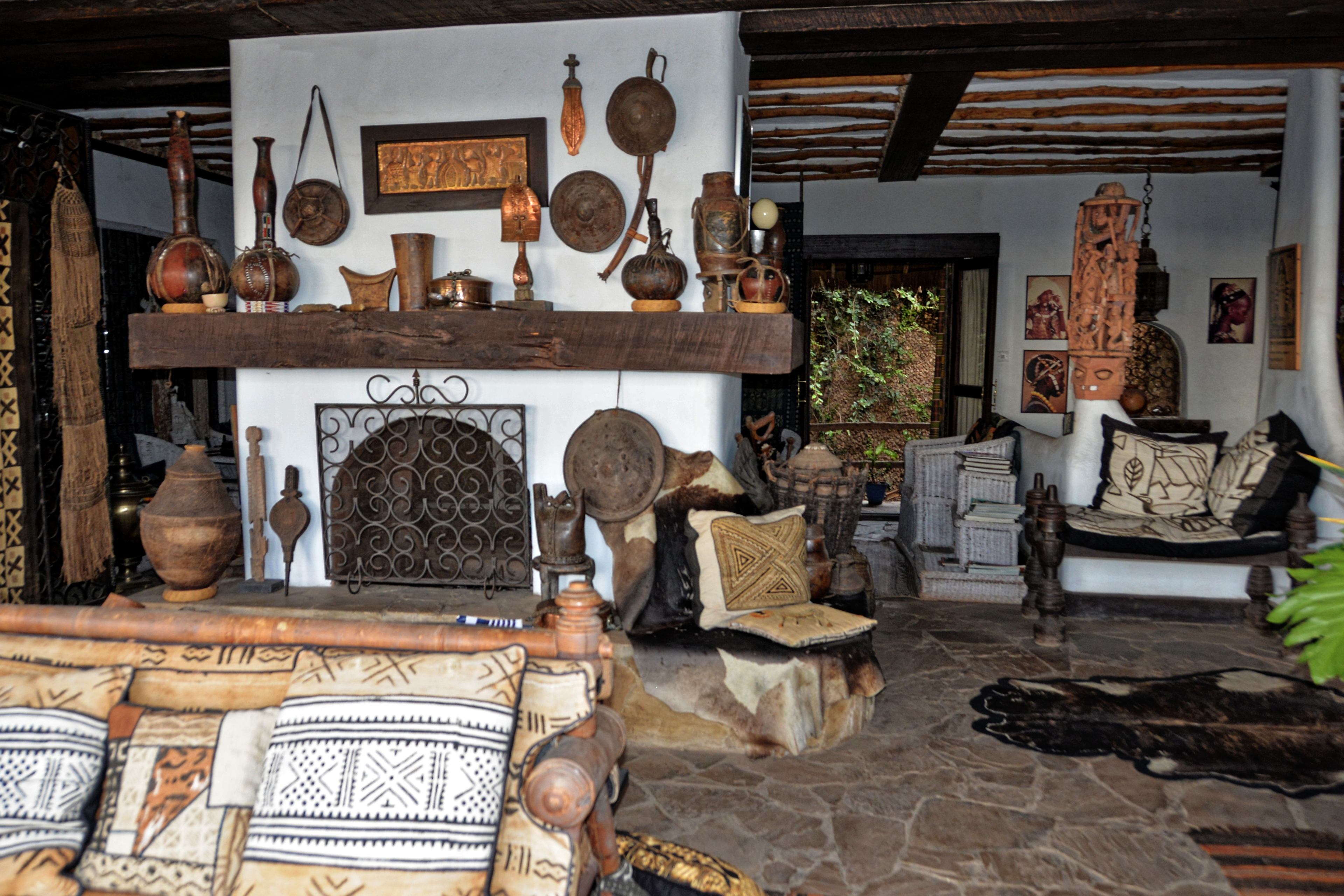
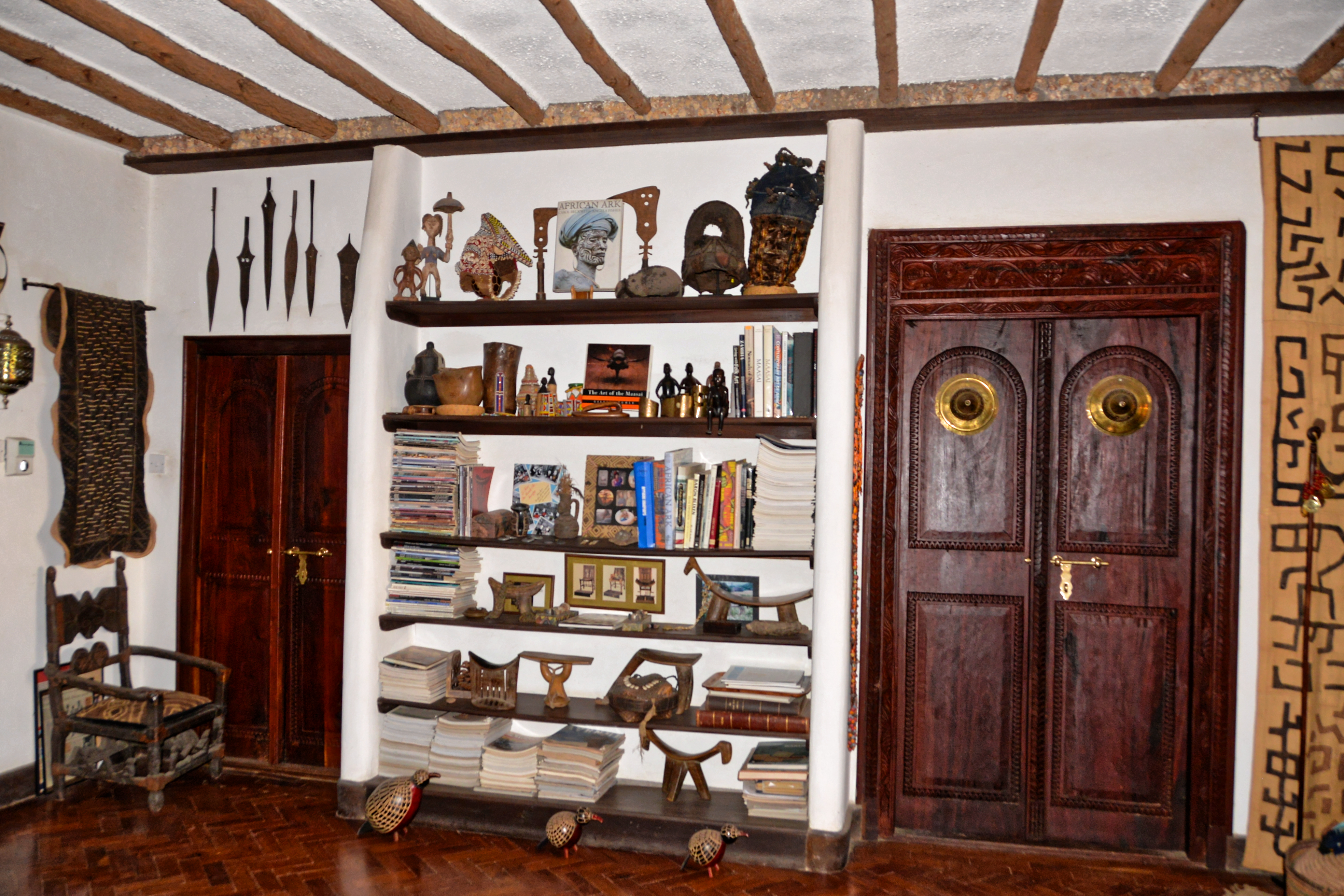
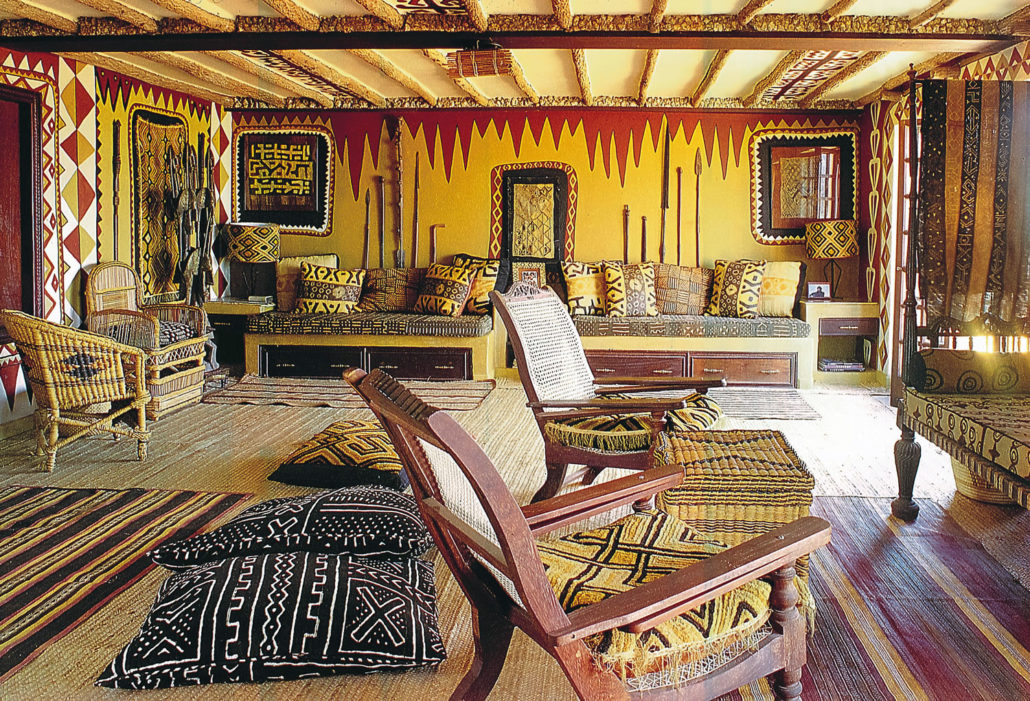